# Korenlei

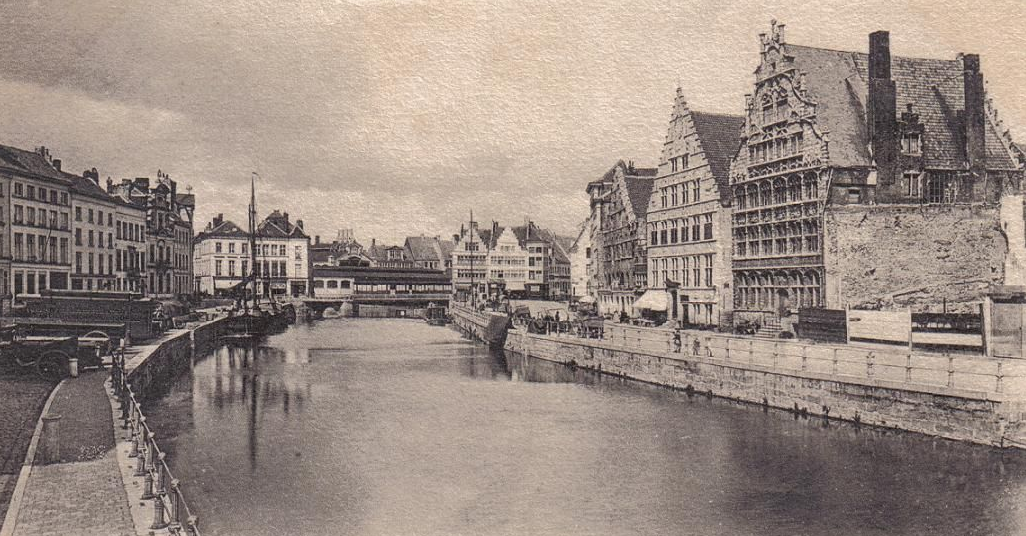
Korenlei in 1913.

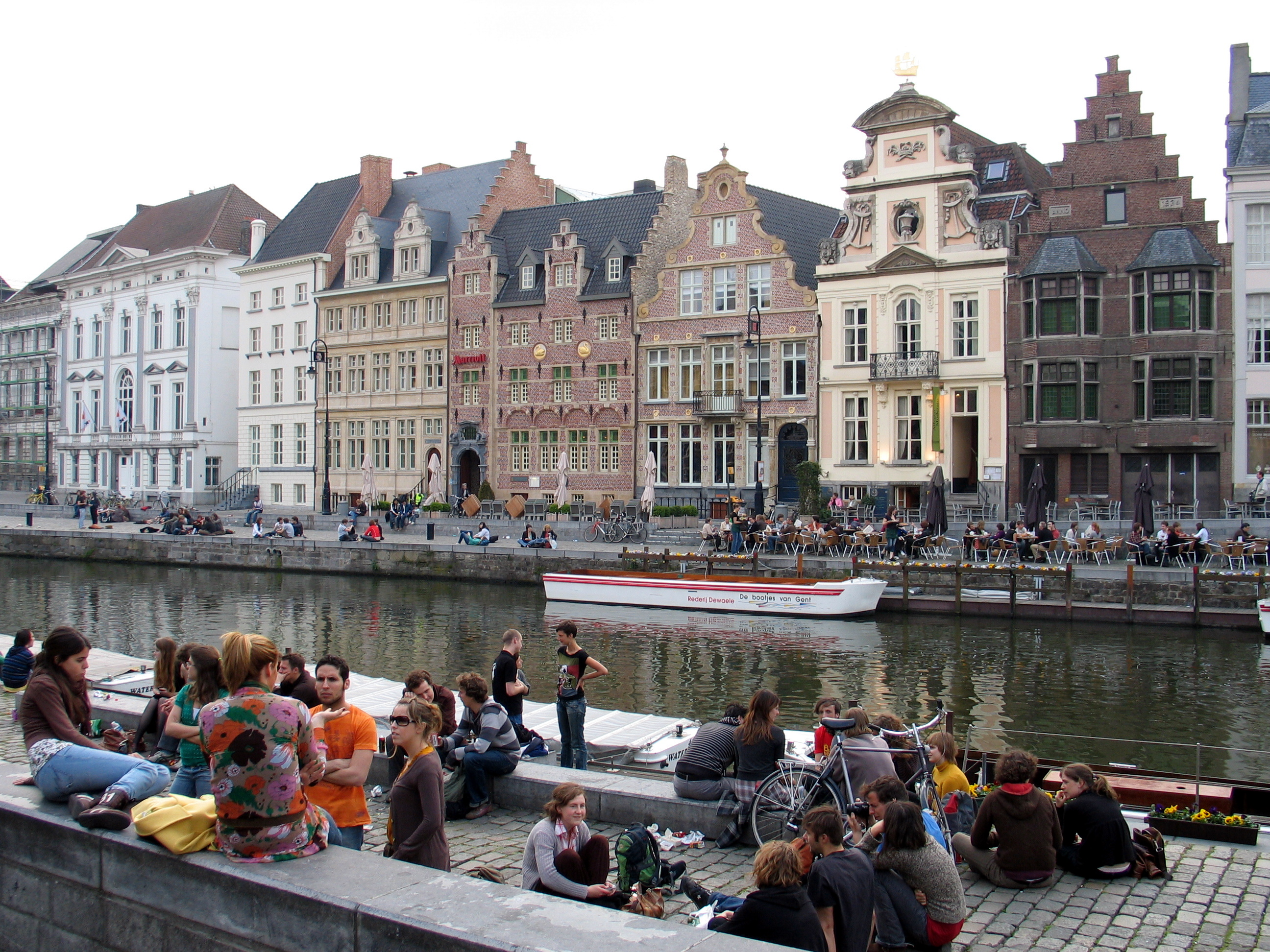
Korenlei in 2008.

De Korenlei is een straat in Gent, gelegen recht tegenover de Graslei, met daartussenin de rivier de Leie. Het geheel vormde van de 11e tot de 18e eeuw het middelpunt van de haven van Gent.

## Geschiedenis
Vanaf de 11de eeuw was de Korenlei een soort aanlegsteiger om goederen (voornamelijk graan uit Artesië) snel naar de aanpalende pakhuizen te brengen of om goederen af te halen. Gent bezat het zogenaamde graanstapelrecht, waardoor het graan (en dus koren) dat vanuit Noord-Frankrijk kwam, via Gent moest lopen. Het graan moest eerst twee weken op de graanstapelplaats liggen, voordat het verhandeld mocht worden op de markt van Gent. Verschillende panden herinneren sterk aan die activiteiten en weerspiegelen de bloei van de Gentse ambachten en neringen.
Sinds de 18de en 19de eeuw zijn de meeste pakhuizen verbouwd en zijn er tal van restaurants gevestigd, evenals het Gildehuis van de Onvrije Schippers. Met het oog op de Wereldtentoonstelling van 1913 werden de historische panden grondig gerestaureerd.

## Fotogalerij
Huizen aan de Korenlei

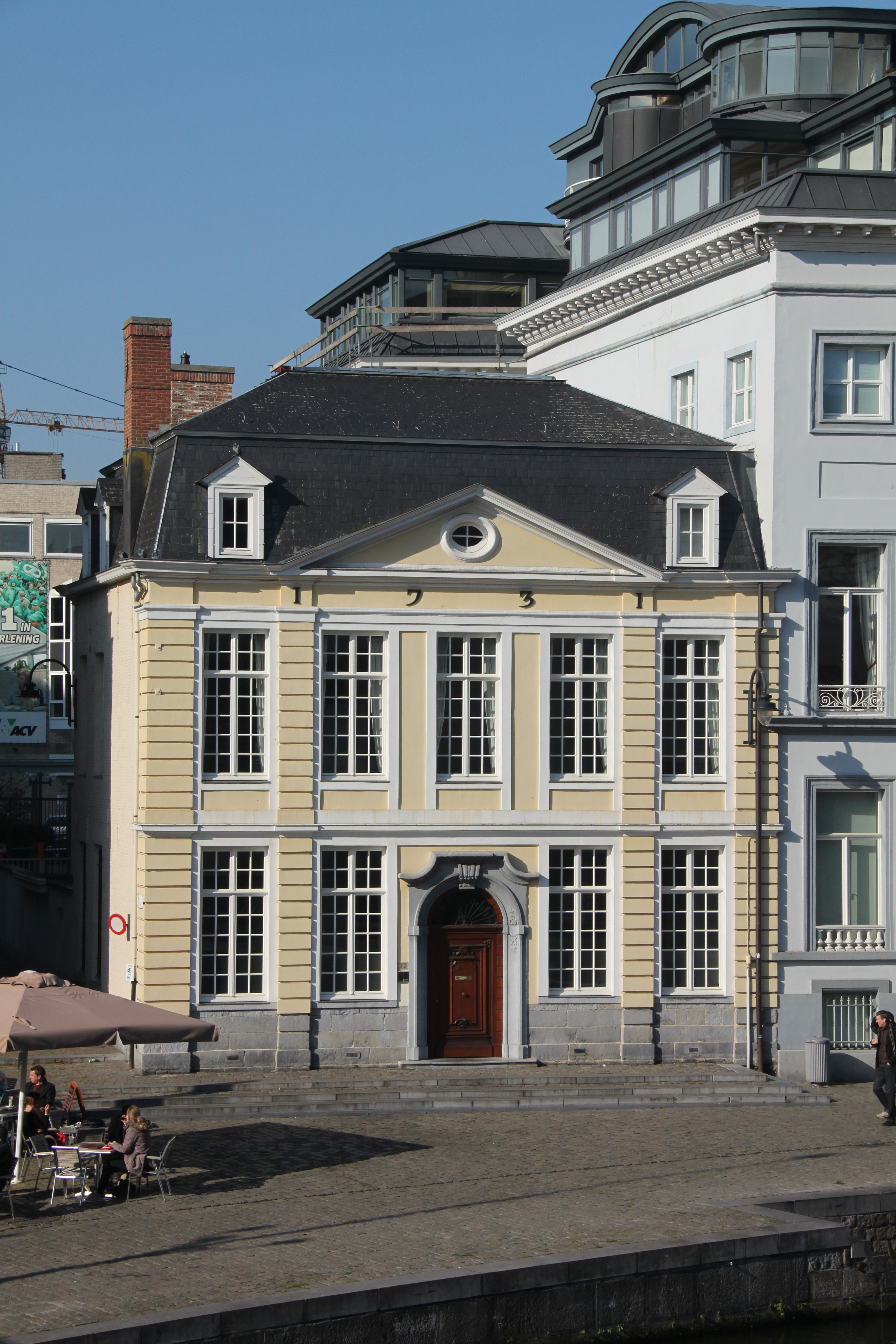
nr. 22
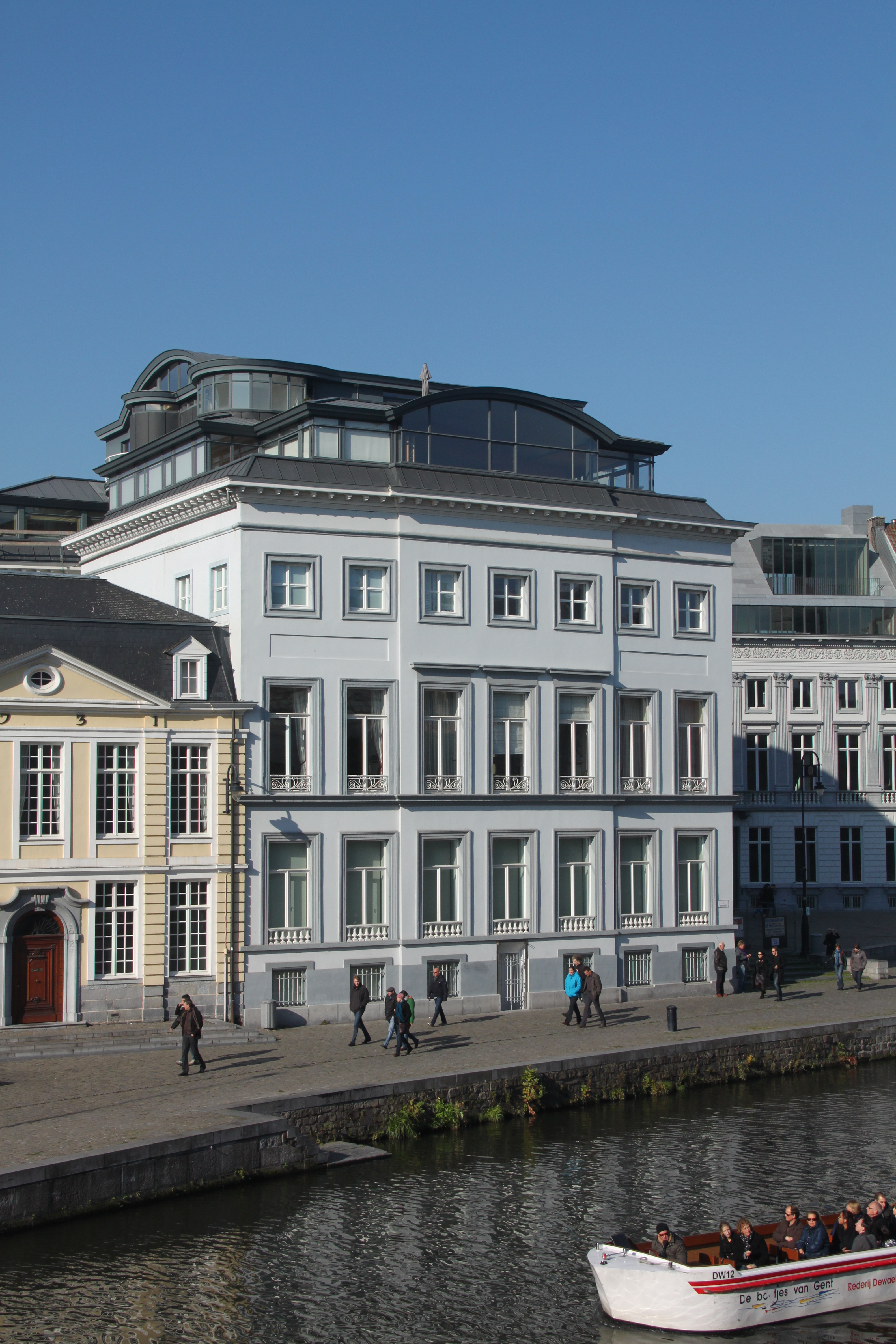
nr. 21
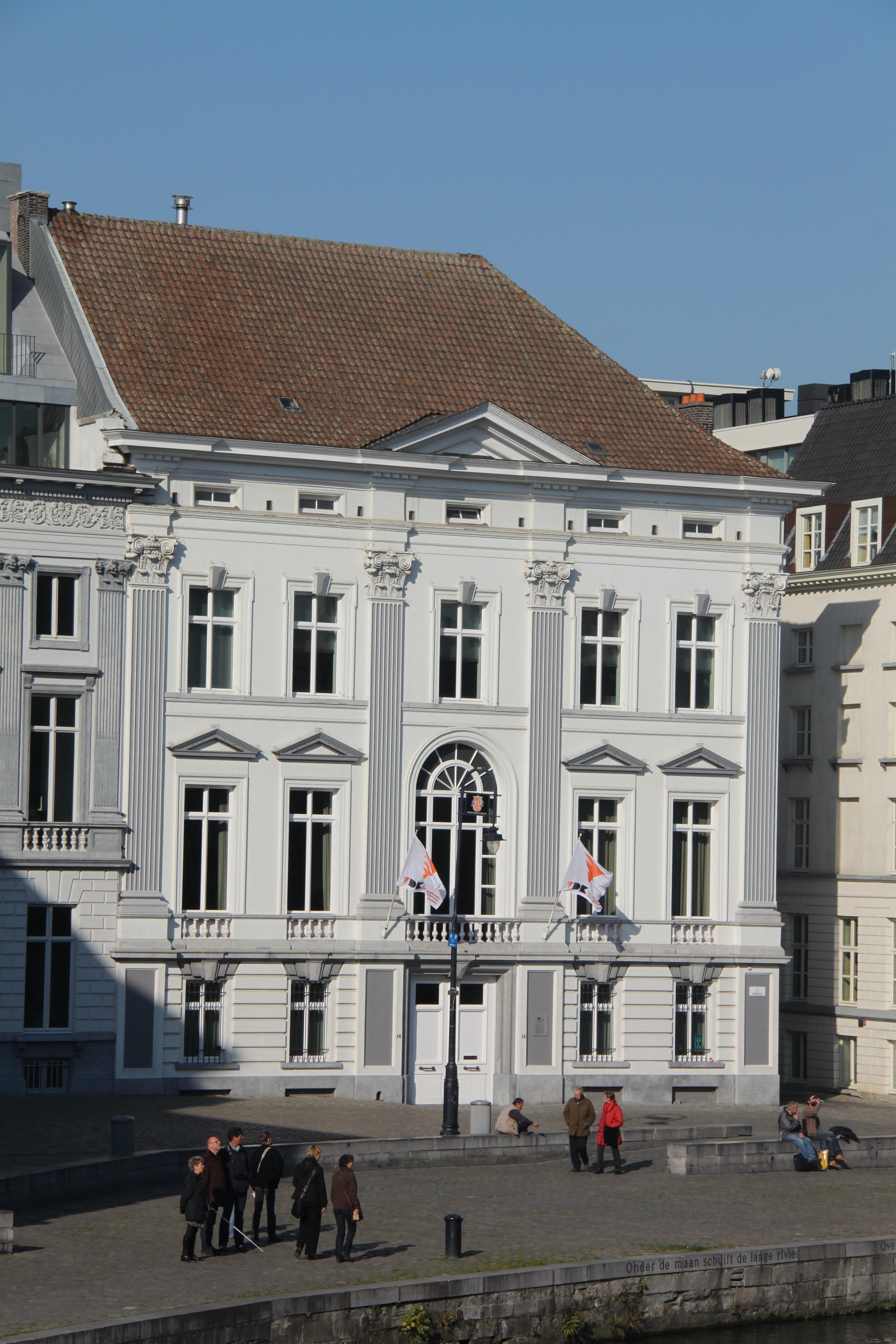
nr. 15-16
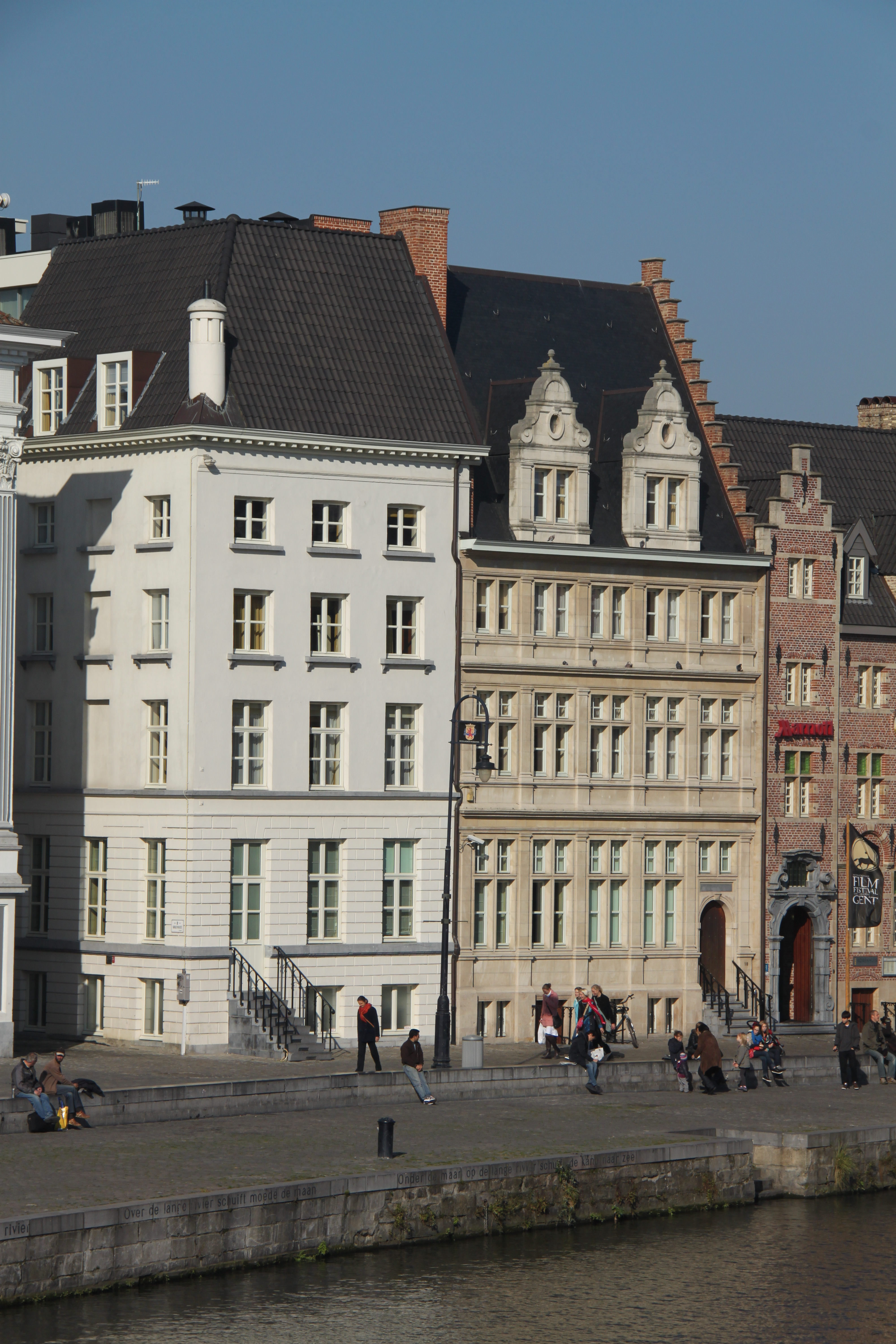
nr. 14
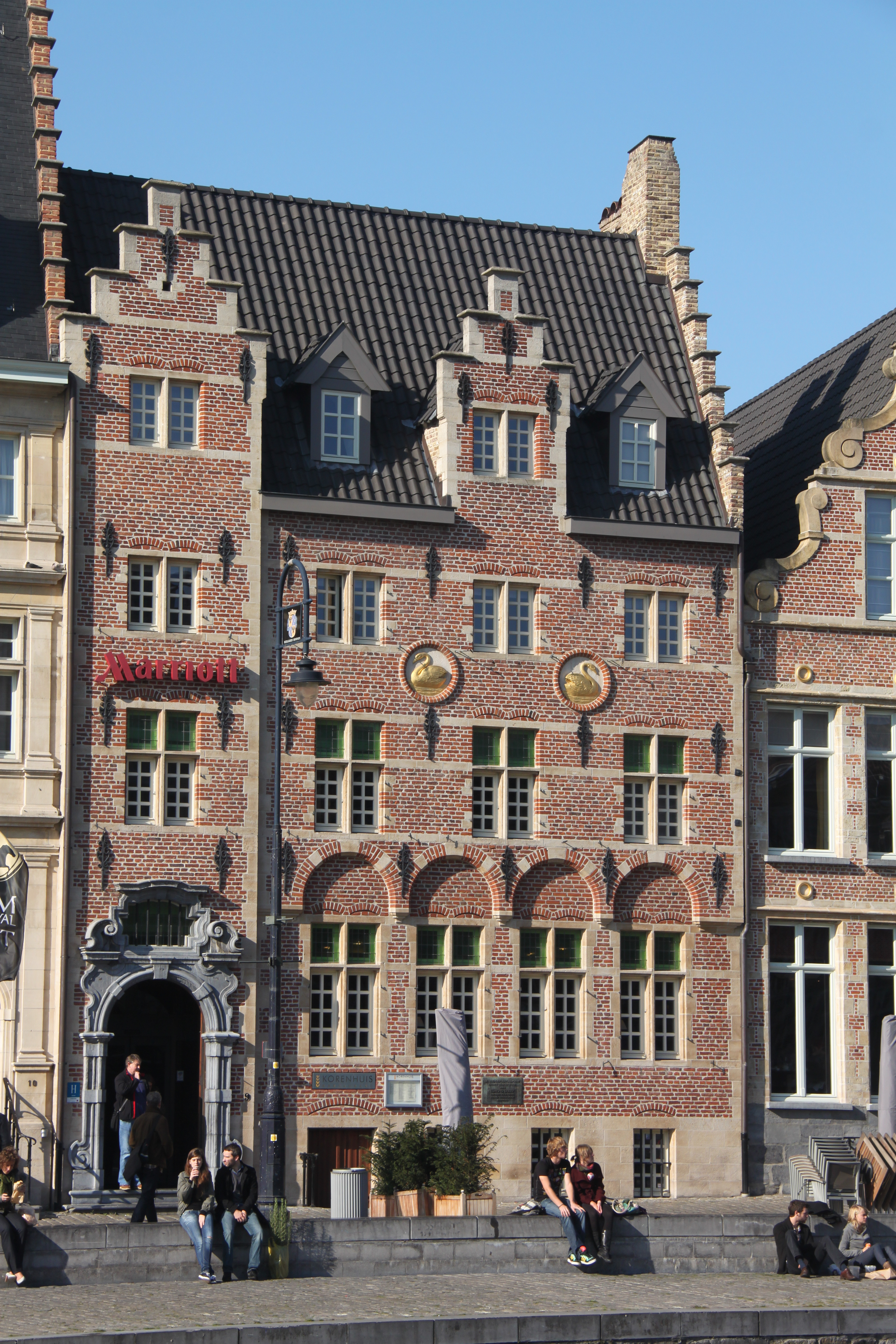
nr. 9
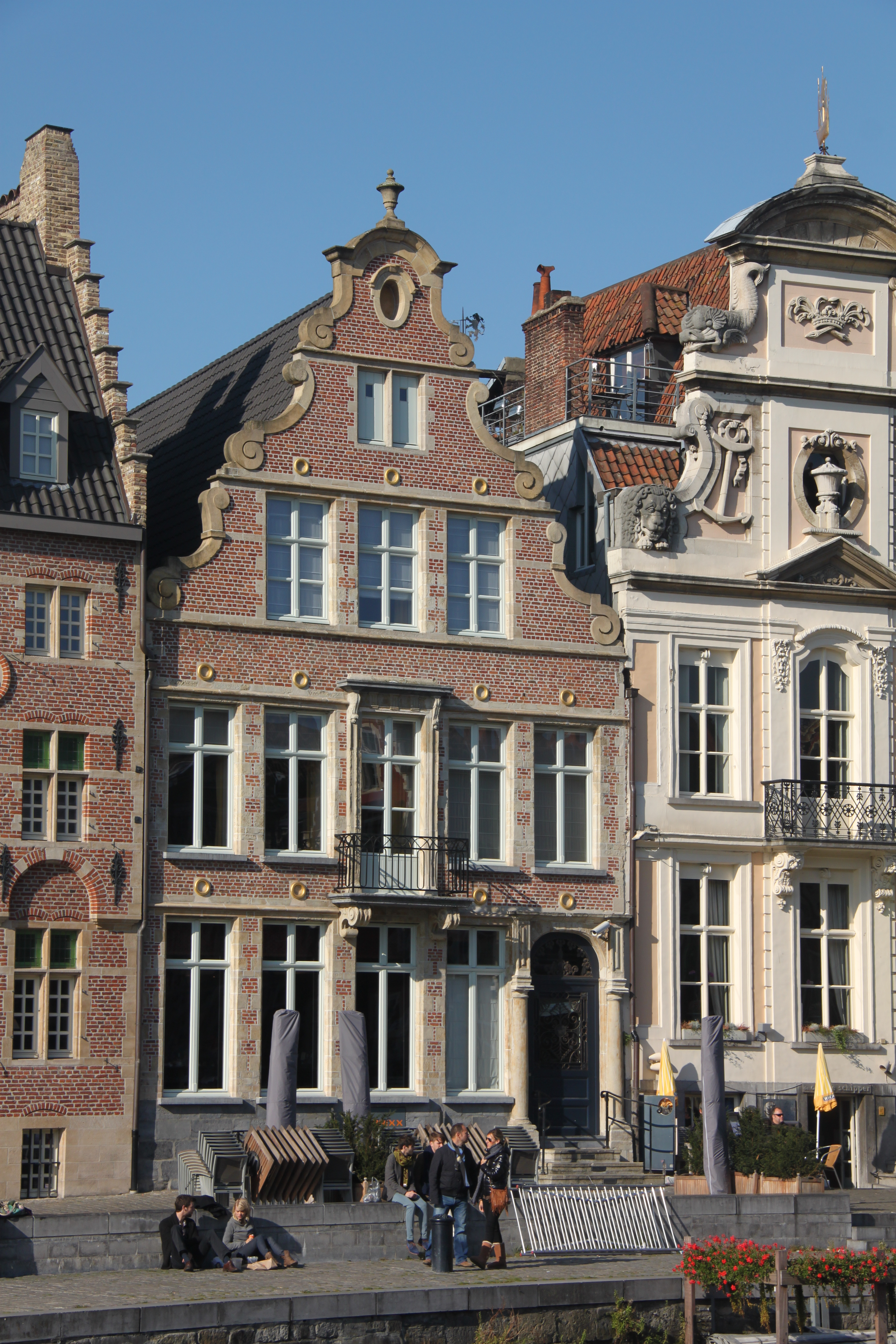
nr. 8
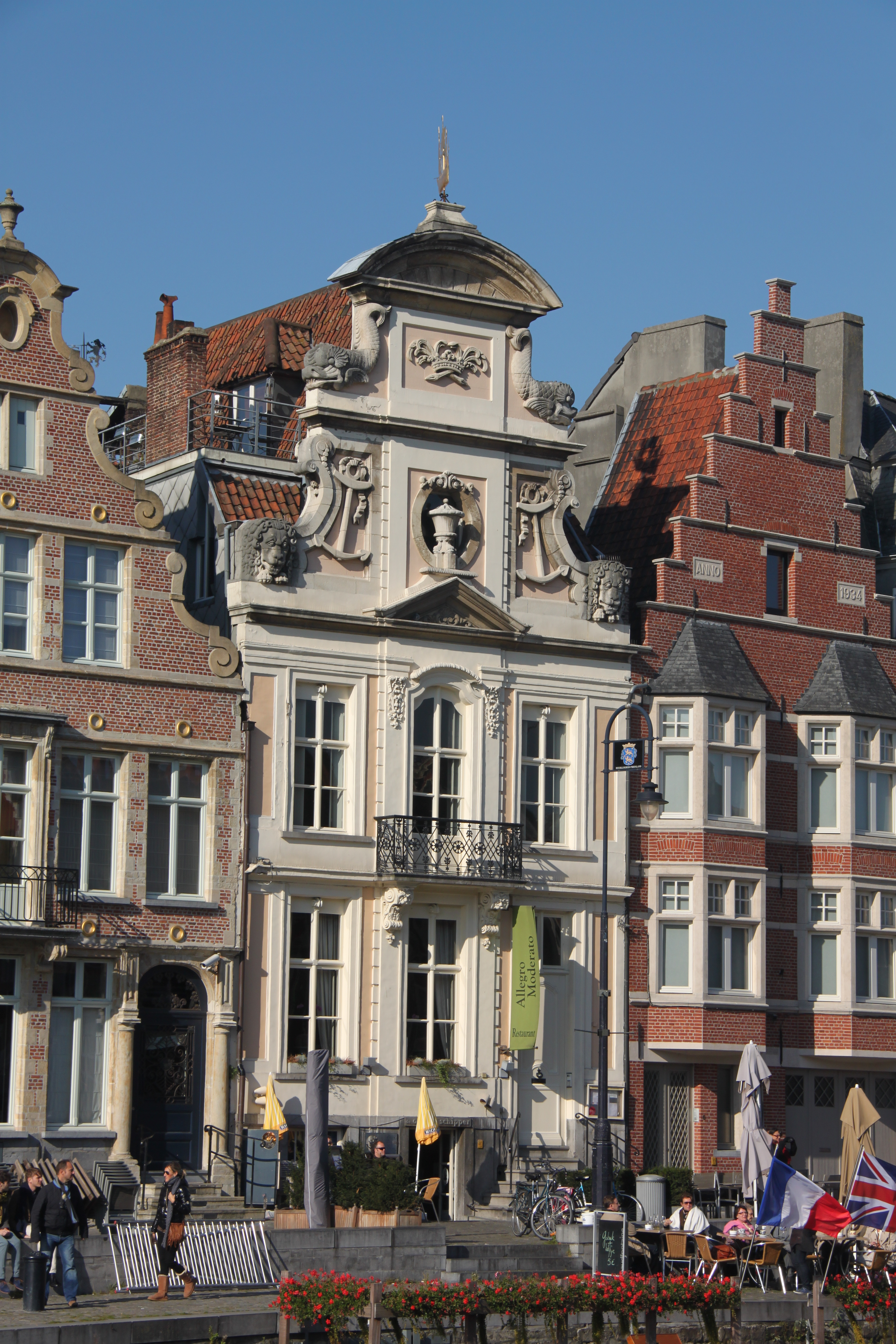
Gildenhuis der Onvrije Schippers (nr. 7)
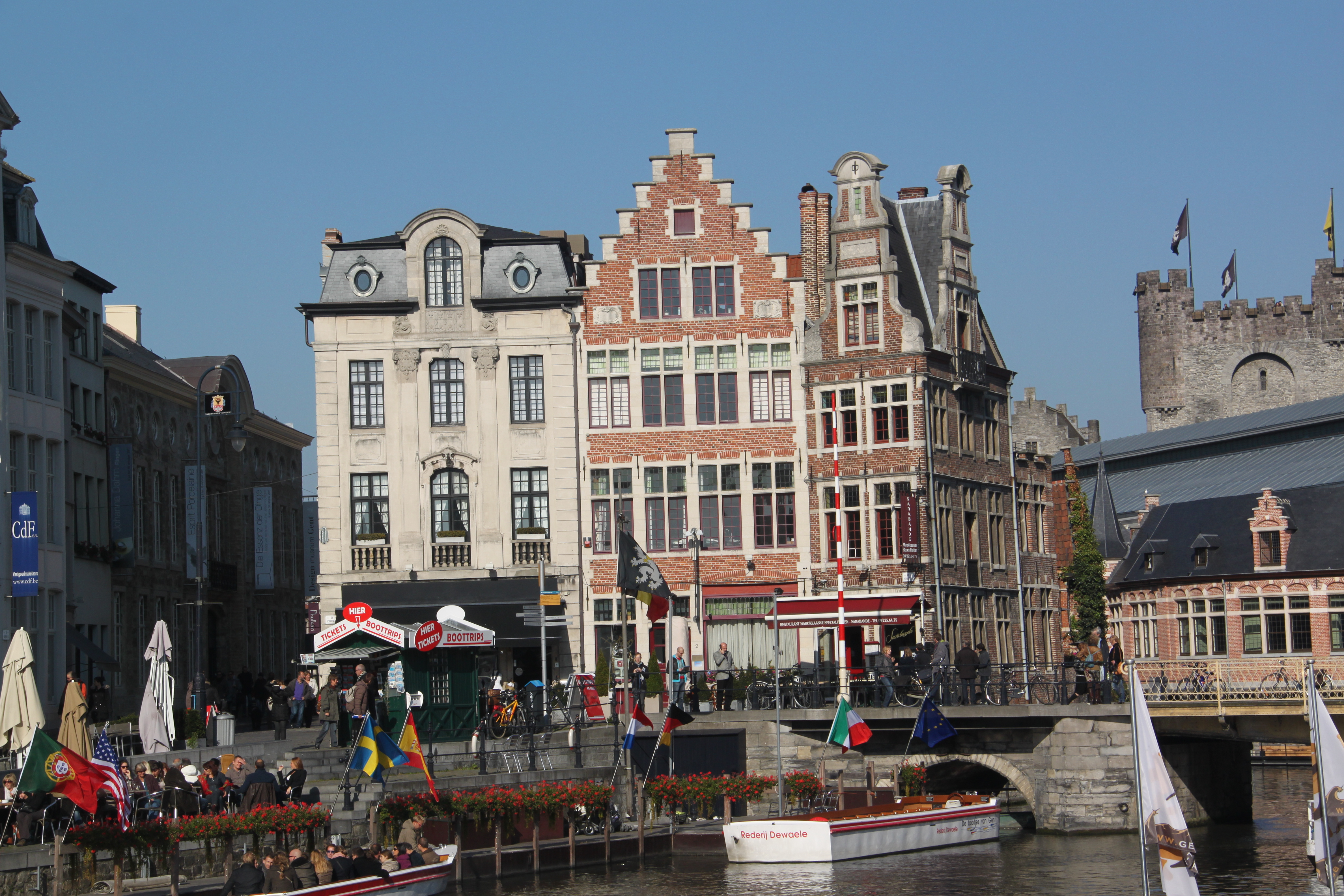
nr. 1-3